# Papp László Budapest Sportaréna
A Papp László Budapest Sportaréna, röviden Budapest Sportaréna vagy gyakran csak Aréna egy többcélú fedett sportcsarnok Budapesten. Ez az ország második legnagyobb sportkomplexuma a szintén a fővárosban található MVM Dome után. Papp László magyar ökölvívóról kapta a nevét. A létesítmény a legnagyobb koncertkonfigurációban 12 500, bokszmérkőzéseken 11 390, jégkorongmérkőzéseken pedig 9479 ember befogadására alkalmas. Az 1999 decemberében tűzvészben megsemmisült, ugyanezen a helyen állt Budapest Sportcsarnok helyére épült. Alatta egy távolsági buszpályaudvar, közvetlen szomszédságában pedig a Puskás Aréna működik.

## Története

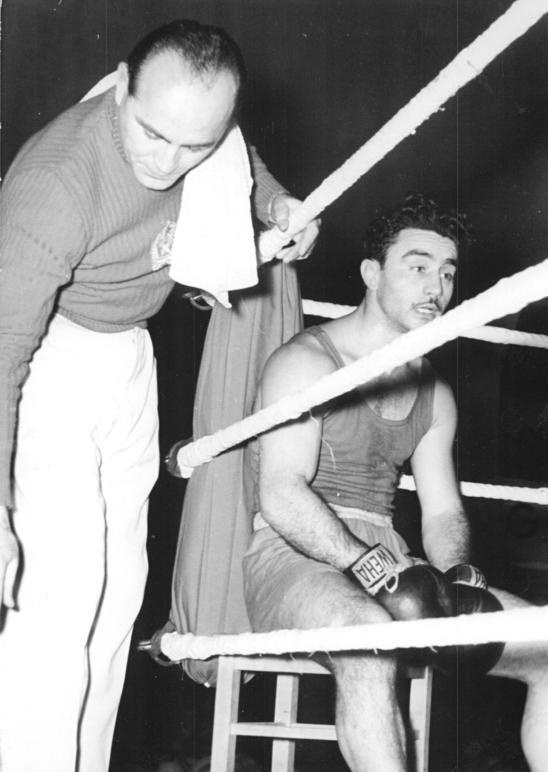
Papp László Berlinben
1955. december 13.

A Sportaréna elődjét, a Kiss István tervezte Budapest Sportcsarnokot 1982. február 12-én avatták fel. Az épület a leningrádi Jubileumi Sportcsarnok mintájára épült, bár annál valamivel nagyobb lett. 12 500 nézőt tudott befogadni.
A Budapest Sportcsarnok 1999. december 15-én a karácsonyi vásár ideje alatt a tűz martalékává vált,
a tűz martalékává vált. A tűz vélhetően elektromos zárlat miatt keletkezett. A katasztrófa sokkolta a közvéleményt, mivel a BS volt az egyetlen, több ezer ember befogadására alkalmas fedett épület, amely számos zenei koncertnek, hangversenynek, kulturális eseménynek, sportrendezvénynek adott otthont. Az épület teljesen leégett, helyreállítására nem volt lehetőség, ezért kezdeményezték egy új sportcsarnok felépítését, amelynek építése 2001. június 30-án kezdődött. A terveket Skardelli György, Pottyondy Péter és a Közti Rt. készítette.
Az építő a francia Bouygues építőipari cég lett, mely 2002-ben a világ legnagyobb építővállalata volt. Az épület formáját, csakúgy, mint az egész épületkomplexumot, a magyar építészek (KÖZTI) egyesülete az angol–amerikai Sport Concepts építészeivel közösen álmodták meg. Újjáépítése végén Szűcs Judith énekesnő jótékonysági koncertet tartott teltházzal. Befogadóképessége változatlanul 12 500 fő.
A Budapest Sportaréna 2004. május 28-a óta viseli Papp László háromszoros magyar olimpiai bajnok ökölvívó, edző és sportvezető nevét.

## Az épület számokban
A „kavics”-nak becézett csarnokba 50 000 tonnányi betont, 2300 tonna acélszerkezetet, több mint 11 000 000 csavart és több kilométernyi kábelt fektettek le. Az épület nehezebb, mint az Erzsébet híd és a Szabadság híd együtt. Tömege nagyjából 200 000 tonna, gyalogos terét Magyarország legnagyobb gránitfelülete borítja, amelynek területe 15 000 m2

## Az átadás
Az ünnepélyes átadásra 2003. március 13-án került sor, az épületet Jánosi György, akkori ifjúsági és sportminiszter avatta fel. A rendezvény nagyszabású klasszikus-komolyzenei koncerttel zárult.

## A megnyitó
A megnyitásra március 14-én került sor, mely egy gigantikus komolyzenei koncerttel zárult, Beethoven IX. szimfóniájával, amely szimbolizálta Magyarország leendő belépését az Európai Unióba.

## Megközelítése
- az M2-es metróval a Puskás Ferenc Stadion állomásig
- az 1-es és 1A villamossal
- a 73-as, a 75-ös, a 77-es és a 80-as trolival
- gépkocsival (a látogatók részére 1160 parkolóhely áll rendelkezésre az őrzött parkolóban)
- 25 perc alatt a repülőtérről,
- Az épületbe a Kerepesi út és Hungária körút felől, illetve a parkolóházból a feljáratokon keresztül lehet bejutni.
- Az épülethez külön bejárat tartozik a kamionok, egy másik pedig a művészek, sportolók részére.
- Az alatta lévő Stadion autóbusz-pályaudvarra érkező távolsági buszjáratokkal

## Események

### Koncertek, rendezvények

###### 2025
- One Ok Rock – október 30.
- AsanBudapest, Pogány Induló – április 12.
- Illés 60 – január 11.
- Ganxsta Zolee és a Kartel – január 17.
- Bohemian Betyars x Parno Graszt – január 18.
- Geszti Péter: Geszti Sixty – január 25./26.
- Kowalsky meg a Vega – február 8.
- Hobo 80 – február 15.
- Cyndi Lauper – február 19.
- Rúzsa Magdolna – február 21./22.
- Majka 2050 – március 8.
- Alan Walker – március 12.
- T. Danny – március 14.
- Pogány Induló – április 12.
- Iron Maiden – május 27./28.
- Koncz Zsuzsa – október 18.

###### 2024
- Csepregi Éva – január 6.
- VALMAR – január 20.
- Krúbi – január 26.[3]
- ByeAlex és a Slepp – február 3.
- Földes László (Hobo) – Vadászat 40 – február 10.
- Rúzsa Magdolna – február 23./24.
- Edda Művek 50. – március 9.
- Szécsi Pál 80. – Emlékkoncert – március 10.
- Follow the Flow – március 16.
- Koncz Zsuzsa – április 13.
- Magna Cum Laude – április 20.
- Wellhello 10. – április 27.
- Korda György 85. – május 11.
- Sting – május 31.
- Scorpions – június 29.
- Lenny Kravitz – július 30.
- Charlie – október 26.
- HAVASI Symphonic -december 7
- Ákos – december 14.
- Szikora Róbert & R-GO – december 29.
- Demjén Ferenc – december 30.

###### 2023
- Fekete Vonat – január 7.
- Kowalsky meg a Vega – február 18.
- Rúzsa Magdolna – február 23./24.
- Azahriah – március 10.
- Nick Vujicic – március 11.
- Robbie Williams – március 14.
- Sztevanovity Zorán – március 18.
- Lil Tjay – április 10.
- Eros Ramazzotti – április 19.
- TNT – április 22.
- P. Mobil 50 – április 30.
- Bikini – május 5.
- Dés László – május 6.
- Måneskin – május 16.
- Ozzy Osbourne – május 17.
- Bring Me The Horizon – június 1.
- Deep Purple – július 16.
- Depeche Mode – július 28.
- Louis Tomlinson – szeptember 15.
- Presser Gábor – szeptember 29./30./október 1.
- 5 Seconds of Summer – október 10.
- 50 Cent – október 18.
- Deák Bill Gyula 75 – november 18.
- José Carreras – november 29.
- Ákos (30 év jubileumi koncert) –december 16.
- Stjepan Hauser – december 22. Rebel with a Cello világkoncert első állomása[4]
- Hooligans – december 28.
- Dzsúdló – december 29.
- Demjén Ferenc – december 30.

#### 2022
- Budapesti Újévi Koncert Mága Zoltán hegedűművésszel és világhírű sztárvendégeivel – január 1.
- Bagossy Brothers Company – január 14.
- Ákos – január 22.
- Ozzy Osbourne – február 2.
- Bangó Margit – február 12.
- Hobo – február 13.
- Republic – február 19.
- Hans Zimmer – április 11.
- Koncz Zsuzsa – március 5.
- Red Bull Pilvaker – március 15. dupla koncert
- Sting – március 16.
- Shawn Mendes – március 30.
- Halott Pénz – április 9.
- OneRepublic – május 13.
- R-GO – május 21.
- Scorpions – május 30.
- Céline Dion – június 27.
- John Legend – június 30.
- Judas Priest – július 12.
- Harry Styles - július 13.
- Kiss – július 14.
- Andrea Bocelli – október 15.
- Neoton Família – október 22.
- Bródy János – november 12.
- Nox – A Főnix Legendája november 27.
- Kovács Ákos – december 17.
- Nightwish – december 20.
- Első Emelet 40 – december 28.
- Charlie 75 – december 29.
- Demjén Ferenc – december 30.

#### 2021
- Apostol 50 – október 24.
- MTV EMA – november 14.
- 40 év rock, 40 dal, 40 előadó, Mobilmánia koncert – december 23.
- Edda Művek – december 28.
- Demjén Ferenc – december 30.

#### 2019
- 50 éves a Táncdalfesztivál – január 12.
- Ennio Morricone – 90. Jubileumi Exkluzív Koncert – január 23.[5]
- Guido és Maurizio de Angelis – február 16. szombat[6]
- Nicki Minaj, Juice WRLD – The Nicki Wrld Tour – február 25.
- Koncz Zsuzsa – március 9.
- Hooligans – március 16.
- Loreena McKennitt – március 29.
- Muse – május 28.
- Maluma – június 23.
- Sting – július 2.
- Sztevanovity Zorán – október 19.
- Nick Vujicic – október 25. péntek 11.00 és 19.00.
- Omega–Nazareth – november 8.
- Scorpions – november 18.
- Deep Purple – december 9.
- Ákos – december 13-december 14.
- Fenyő Miklós – december 27.
- Halott Pénz – december 29.
- Demjén Ferenc – december 30.

#### 2018
- R-GO 35. Jubileumi koncert – december 18.
- Ákos – december 14,15
- Havasi Symphonic – december 8,9
- Nightwish – november 20.
- Magyar Nemzeti Cirkusz – november 7.
- Neoton Família – október 13
- Judas Priest – július 24.
- Pokolgép 35 – június 8.
- Lenny Kravitz – június 3.
- Trónok harca Live Concert Experience – május 18.
- Korál – május 5.
- Roger Waters – május 2.
- Nagy Feró- életműkoncert – Beatrice 40 – április 7.
- Halott Pénz – április 6.
- Metallica – Hardwired… to Self-Destruct Tour – április 5.
- Majka & Curtis Live – március 17.
- Edda Művek – március 10.
- Rúzsa Magdolna – február 23-24.
- Emeli Sandé – február 18.
- Kowalsky meg a Vega – február 17.
- Irigy Hónaljmirigy – február 10.
- Depeche Mode – Global Spirit Tour – február 2.
- Rod Stewart – január 29.

#### 2017
- Sarah Brightman – Royal Christmas Gala december 20 (https://www.budapestarena.hu/program/sarah-brightman)
- Gorillaz – Humanz Tour – november 17.
- Queen + Adam Lambert – november 4.[7]
- Magyar Nemzeti Cirkusz – Circus Maximus – október 28.
- EAST – A nagy életműkoncert – október 23.
- Ennio Morricone The 60 Years of Music Tour – október 18.[8]
- Sting – október 13.
- Hegedűs a háztetőn (musical) – szeptember 10.
- Foo Fighters – június 26.[9][10]
- Green Day – Revolution Radio Tour – június 18.
- Hans Zimmer – június 1.
- Bruno Mars – 24k Magic World Tour – május 30.[11]
- Ez az a nap! – keresztény koncert – május 27.[12]
- Cirque du Soleil – Varekai – május 12-14.
- TINI – Got Me Started TOUR április 02
- Mireille Mathieu – március 17.
- Koncz Zsuzsa – március 11.
- Lindsey Stirling – Brave Enough koncert – február 27.
- Rapülők – Áj Láv Jú! megashow és ráadáskoncert – február 24-25.
- Zorán – 2017. február 18.[13]
- Lord – 45 éves jubileumi koncert – február 11.

#### 2016
- Ennio Morricone “60 Év Zene” Világturné – január 17.[14]
- Imagine Dragons – Smoke + Mirrors Tour – január 20.[15]
- Rúzsa Magdolna – február 26–27.
- Scorpions – Return to Forever / 50th Anniversary Tour – február 29.
- Hans Zimmer – Live On Tour – május 11.[16]
- Shrek, a musical – május 29.
- Black Sabbath – június 1.[17]
- Ez az a nap! – keresztény koncert – június 4.[18]
- Anastacia: The Ultimate Collection Tour – június 22.
- Bryan Adams – Get Up! – október 9.
- Sting – október 13.
- Jean Michel Jarre – Electronica Tour – november 10.[19]
- Hooligans – 20. Jubileumi Koncertshow – november 12.
- Quimby – Micsodaország 25 éves jubileumi koncert – november 26.[20]
- Guido és Maurizio de Angelis és zenekara Bud Spencer emlékére – november 29. kedd[21]
- Ákos – Dupla Aréna 2016 – december 16-17.
- Demjén Ferenc – Hetvenkedem, 70 éves születésnapi koncert – december 30.

#### 2015
- Lindsey Stirling – július 4.
- Roxette – The XXX Anniversary Tour – május 19.
- Edda Művek – 40 év Rock – április 11.
- OneRepublic – The Native Tour – június 7.
- James Arthur – november 7.
- Slash – Slash Solo Tour 2014–2015 – november 18.
- Andrea Bocelli – november 22.
- Nightwish – Endless Forms Most Beautiful Tour – december 12.
- Ákos – Dupla Aréna 2016 – december 16-17.[22]
- Kozmix – Aréna Kozmix 20 – December 27.[23]
- Demjén Ferenc – Demjén Koncert 2015 – december 30.
- Violetta Live Magyarország – augusztus 29-30.
- Irigy Hónaljmirigy 2015. december 18.
- Cirque du Soleil – Quidam – február 13-15.

#### 2014
- Ákos Dupla Aréna – 2014. december 12-13.
- James Blunt – Moonlanding Tour – 2014. október 27.
- Kylie Minogue – Kiss Me Once Tour – október 18.[24]
- Koncz Zsuzsa – 2014. március 14.
- Deep Purple – 2014. február 17.[25]
- Zorán – 2014. február 8.[26]

#### 2013
- Cirque du Soleil – Michael Jackson: The Immortal World Tour – 2013. február 5–6.
- Slash – Apocalyptic Love – 2013. február 7.
- LGT – 2013. február 15.
- Bruno Mars – The Moonshine Jungle Tour – 2013. november 7.[27]

#### 2012
- Edda Művek – Inog a világ lemezbemutató nagykoncert – 2012. december 28.
- Tankcsapda, Ossian, Junkies Rock a nevem Arénaturné – 2012. december 22.
- Cserháti Zsuzsa Emlékkoncert – 2012. december 27.
- Szekeres Adrien – 2012. december 26. Az év ünnepi koncertje, Szimfonikus nagykoncert
- Ákos – 2012.december 15. 2084 Lemezbemutató nagykoncert
- Dead Can Dance – 2012. október 17.
- Bryan Adams – 2012. július 29.
- Duran Duran – 2012. június 28.
- Julio Iglesias – 2012. június 27.
- Sting – 2012. június 26.
- Loreena McKennitt – 2012. március 27.
- The Prodigy – 2012. április 28.
- Nightwish – 2012. április 29.
- André Rieu – 2012. május 5.
- Reménységfesztivál – 2012. június 1–3.
- Omega (együttes) – 2012 október 6.
- Muse – 2012. november 20.
- Dream Theater – 2012. február 17.
- Cirque du Soleil – Alegría – 2012. május 17–20.

#### 2011
- Hobo Blues Band búcsúkoncert – 2011. február 11–12.
- Faithless – 2011. március 21.
- Slayer-Megadeth – 2011. április 8.
- Koncz Zsuzsa – 2011. április 9.
- Shakira – The Sun Comes Out World Tour – 2011. május 5.
- Ákos – A katona imája LEMEZBEMUTATÓ KONCERT – 2011. május 14.
- Roxette – 2011. június 1.
- VIVA Comet – 2011. június 10.
- Roger Waters – 2011. június 22.
- Scorpions – 2011. június 6.
- Ringo Starr and His All Starr Band – 2018. június 28.
- Sting – Symphonicity Tour – 2011. június 30.
- Santana – 2011. július 5.
- Britney Spears – 2011. szeptember 30.
- Janicsák Veca – Veca Világa Szuperkoncert – 2011. november 6.
- Rammstein – 2011. november 10.
- Sade – 2011. november 23.
- Rihanna – Loud Tour – 2011. december 8.
- X-Faktor 2011 koncert – 2011. december 21.
- KFT – Ufóshow – 2011. december 28.
- Sztevanovity Zorán – 2011. december 29.
- Demjén Ferenc – (Demjén 65) – 2011. december 30.

#### 2010
- Depeche Mode – 2010. január 11.
- KISS – 2010. május 28.
- Rammstein – 2010. március 16.
- Jean-Michel Jarre – In-doors Tour 2010 – 2010. május 24.[28]
- 2010-es futsal-Európa-bajnokság
- Placebo – 2010. szeptember 15.
- Katy Perry – 2010. október 1.
- Ozzy Osbourne – Scream World Tour – 2010. október 4.
- Sting – Symphonicity Tour – 2010. november 6.
- Lady Gaga – The Monster Ball Tour – 2010. november 7.
- Cirque du Soleil – Saltimbanco – 2010. december 8–12.
- Ákos – Cipősdoboz koncert – 2010. december 16.
- Edda Művek – 30 éves jubileumi koncert – 2010. december 19.
- X-Faktor-koncert 2010. december 22–23.
- Szörényi Levente – Hattyúdal – 2010. december 28.
- Irigy Hónaljmirigy 2010. december 29.
- Demjén Ferenc – 2010. december 30.

#### 2009
- Demjén Ferenc – 2009. december 30.
- Tom Jones – 24 hours – 2009. november 11.
- Volt egyszer egy Táncdalfesztivál (Többek között: Balázs Fecó, Kovács Kati, KFT (együttes)) – 2009. október 16.
- ZZ Top – Double Down Live – 2009. október 15.
- Leonard Cohen – 2009. augusztus 31.
- Dream Theater – Black Clouds and Silver Linings Tour – 2009. július 1.
- Beyoncé – I Am... Tour – 2009. április 29.
- Pink – Funhouse Tour – 2009. március 24.
- AC/DC – Black Ice World Tour – 2009. március 23.
- Ghymes – 25 éves jubileumi koncert – 2009. január 10.

#### 2008
- V’Moto-Rock – 2008. december 30.
- Koncz Zsuzsa – 2008. december 29.
- Jean-Michel Jarre – Oxygene 30th Anniversary Tour – 2008. november 12.
- James Blunt – 2008. október 25.
- NOX – Időntúl – 2008. október 24.
- Queen + Paul Rodgers – Rock the Cosmos Tour – 2008. október 28.
- Hobo Blues Band – 30 éves évforduló – 2008. szeptember 27.
- Coldplay – 2008. szeptember 23.
- István, a király – 2008. június 18.
- Kylie Minogue – Kylie X Tour 2008. május 15.
- Mark Knopfler – 2008. május 12.
- Snoop Dogg – 2008. szeptember 10.
- Cirque du Soleil – Delirium – 2008. február 29-március 1.

#### 2007
- Demjén Ferenc – 2007. december 30.
- Edda Művek – Amíg él el nem felejti – 2007. december 22.
- Szekeres Adrien – Olyan, mint Te lemezbemutató koncert – 2007. november 18.
- Gwen Stefani – 2007. október 17.
- MUSE – 2007. október 10.
- The Black Eyed Peas – 2007. szeptember 16.
- Zorán – 2007. május 18.
- Benkó Dixieland Band – 2007. május 5.
- Roger Waters – 2007. április 14.
- Shakira – Oral Fixation Tour – 2007. március 5.
- Rock Aréna – 2007. február 2–3.
- Cirque du Soleil – Delirium – 2007. október 30–31.

#### 2006
- Demjén Ferenc – (Demjén 60) – 2006. december 30.
- Piramis – 2006. december 26.
- Ákos koncert – 2006. december 21.
- Koncz Zsuzsa – 2006. december 2.
- Aida koncert – 2006. november 29.
- Bryan Adams – 2006. november 21.
- 56 csepp vér – 2006. október 19.
- Eric Clapton – 2006. július 18.
- Sting – 2006. június 20.
- 50 Cent – 2006. június 19.
- Ricky Martin – 2006. május 24.
- Guns N’ Roses – 2006. május 31.
- Il Divo – 2006. május 23.
- Megasztár – 2006. május 20.
- Eros Ramazzotti Koncert – 2006. április 22.
- Liza Minnelli Koncert – 2006. április 10.
- Depeche Mode Koncert – 2006. március 21.
- MayDay – 2006. március 18.
- Chris Rea Koncert – 2006. március 5.
- Deep Purple Koncert – 2006. február 26.
- Rapülők Koncert – 2006. január 20–21.

#### 2005
- Simply Red Koncert – 2005. december 4.
- Tiesto Koncert – 2005. november 12.
- Phil Collins – 2005. október 26.
- The Black Eyed Peas – 2005. szeptember 22.
- Marilyn Manson – 2005. augusztus 23.
- Avril Lavigne – 2005. június 5.
- Joe Cocker – 2005. május 24.
- Duran Duran – 2005. június 8.
- Green Day – 2005. június 9.
- Mark Knopfler – 2005. május 4.
- Megasztár – 2005. április 30.
- Queen – 2005. április 23.
- Seal – 2005. április 17.
- Zorán – 2005. április 15.
- Rammstein – 2005. február 27.
- Andrea Bocelli – 2005. február 26.
- Anastacia (Anastacia is back... Live at Last Tour) – 2005. február 17.
- R.E.M. – 2005. január 22.

#### 2004
- Demjén Ferenc – 2004. december 30.
- Ákos – 2004. december 21.
- David Copperfield – 2004. december 4–5.
- Diana Krall – 2004. december 9.
- Apostol – 2004. november 13.
- Sarah Brightman – 2004. szeptember 8.
- Santana – 2004. július 21.
- Cher – 2004. június 2.
- Kraftwerk – 2004. május 25.
- Britney Spears – 2004. május 23.
- Peter Gabriel – 2004. május 15.
- Ennio Morricone – 2004. április 25.[29]
- Pink – Try This Tour – 2004. április 5.
- Buena Vista Social Club – 2004. április 3.
- Limp Bizkit – 2004. március 23.

#### 2003
- Charlie – 2003. december 29.
- Hot Funky Night (Kool & the Gang) – 2003. december 28.
- R-GO – 2003. november 27.
- Deep Purple – 2003. november 18.
- Horgas Eszter (Carmen koncert) – 2003. november 14.
- Robbie Williams – 2003. november 3.
- Bob Dylan – 2003. október 24.
- Eros Ramazzotti – 2003. október 16.
- Dave Gahan – 2003. június 23.
- Yes – 2003. június 18.
- Harlem Globetrotters – 2003. június 4.
- Paul McCartney – 2003. május 15.
- Sztevanovity Zorán – 2003. április 25.[30][31]
- Bryan Adams – 2003. április 23.
- Irigy Hónaljmirigy – 2003. április 11.

### Sportesemények
- 2004-es fedett pályás atlétikai világbajnokság
- 2010-es futsal-Európa-bajnokság
- 2011-es IIHF divízió I-es jégkorong-világbajnokság
- 2013-as IIHF divízió I-es jégkorong-világbajnokság
- 2013–2014-es női EHF-bajnokok ligája döntő
- 2014-es női kézilabda-Európa-bajnokság
- 2014–2015-ös női EHF-bajnokok ligája döntő
- 2016–2017-es női EHF-bajnokok ligája döntő
- 2017-es cselgáncs-világbajnokság
- 2017–2018-as női EHF-bajnokok ligája döntő
- 2018-as IIHF divízió I-es jégkorong-világbajnokság
- 2018-as birkózó-világbajnokság
- 2018–2019-es női EHF-bajnokok ligája döntő
- 2019-es női röplabda-Európa-bajnokság
- 2020–2021-es női EHF-bajnokok ligája döntő
- 2021-es cselgáncs-világbajnokság
- 2025-ös cselgáncs-világbajnokság

## Galéria

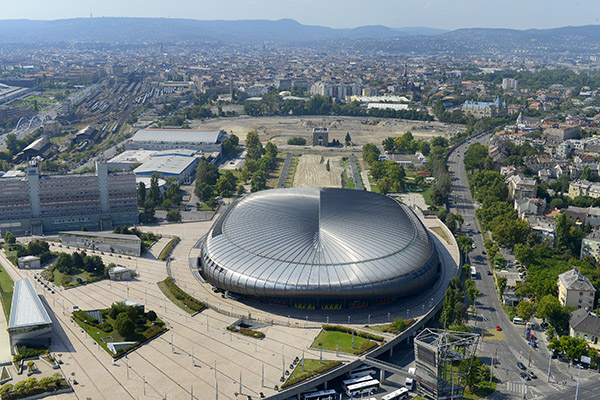
Az Aréna látképe a magasból
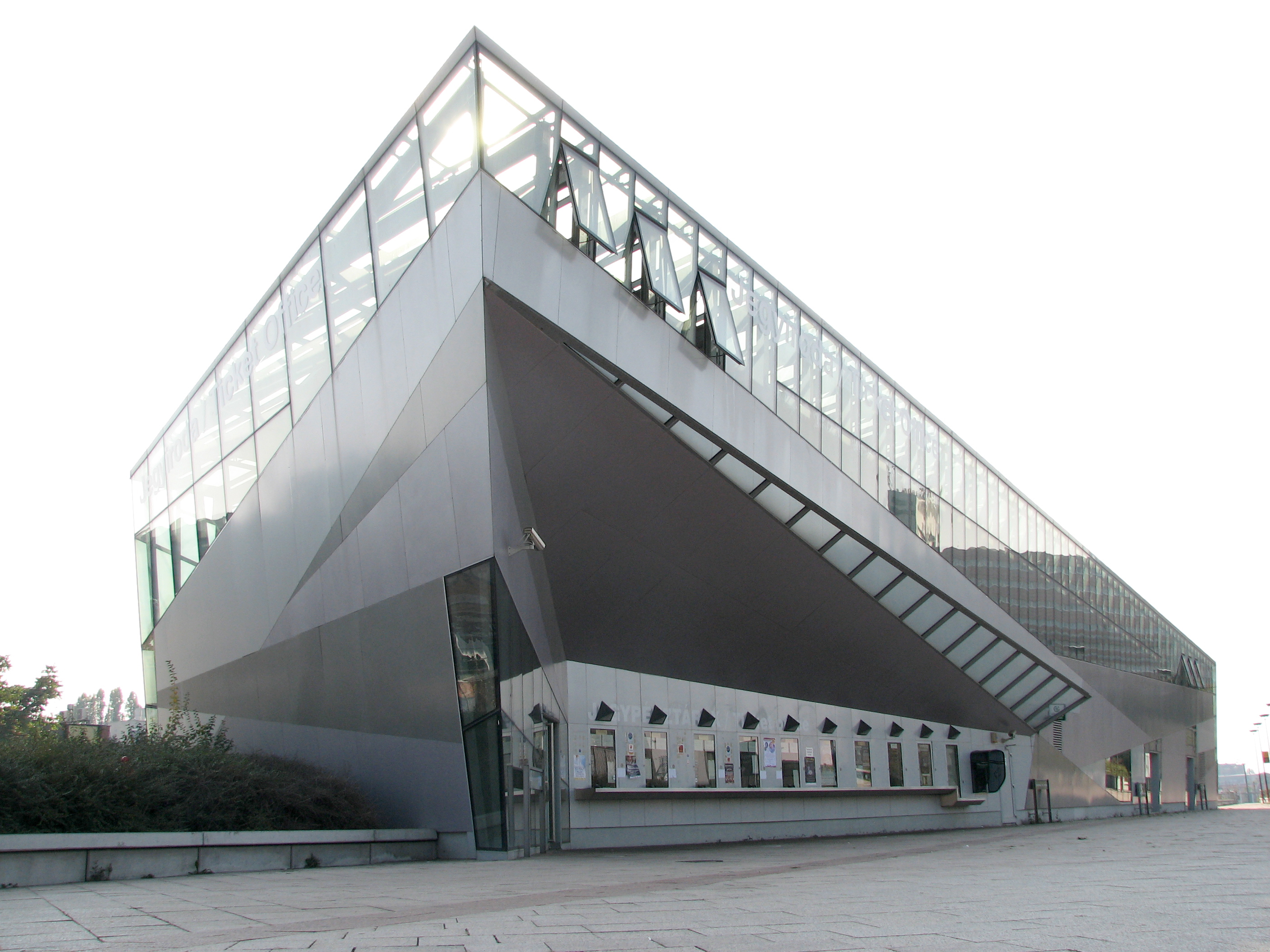
Az Aréna jegypénztára
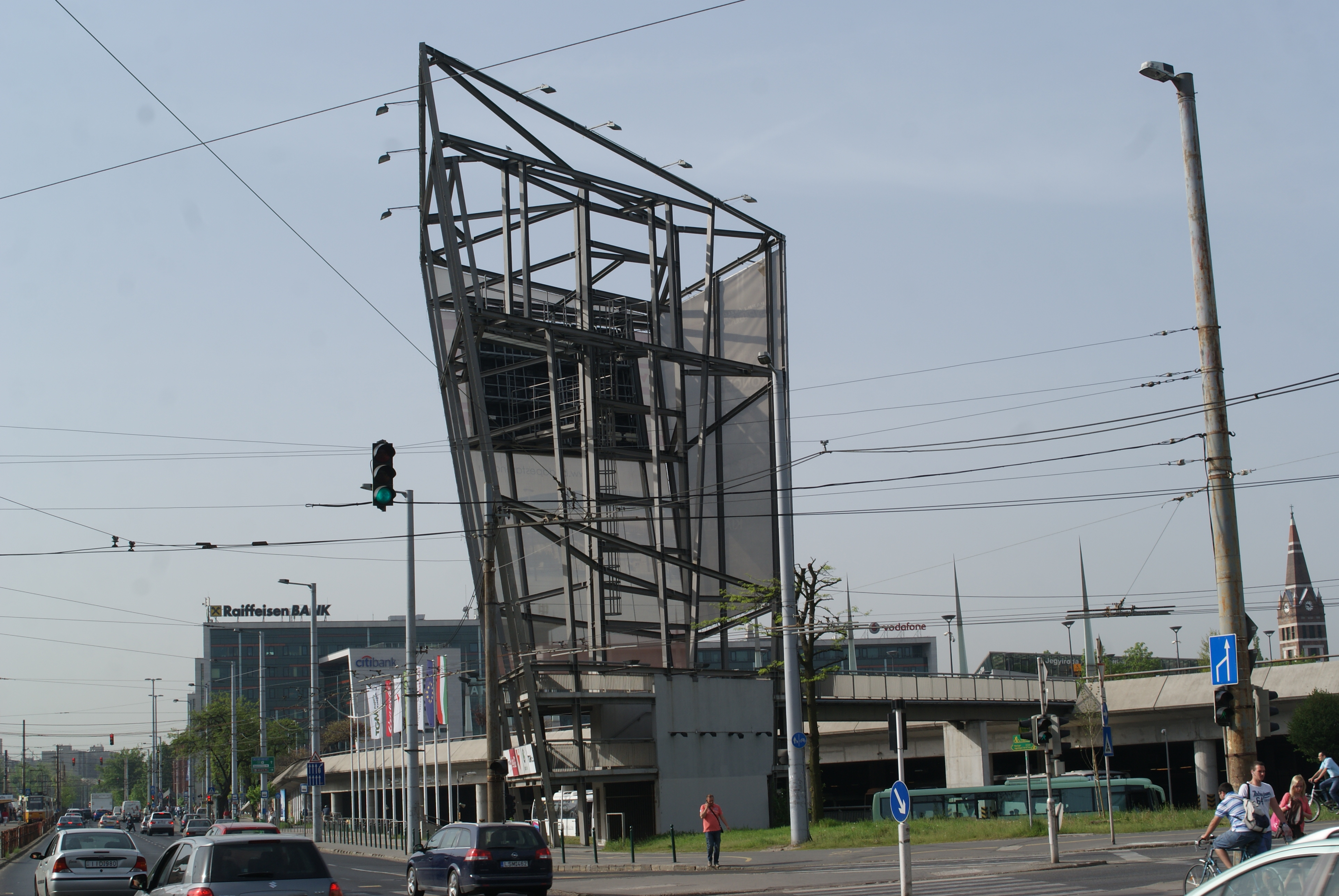
Hirdetőtábla az Aréna mellett
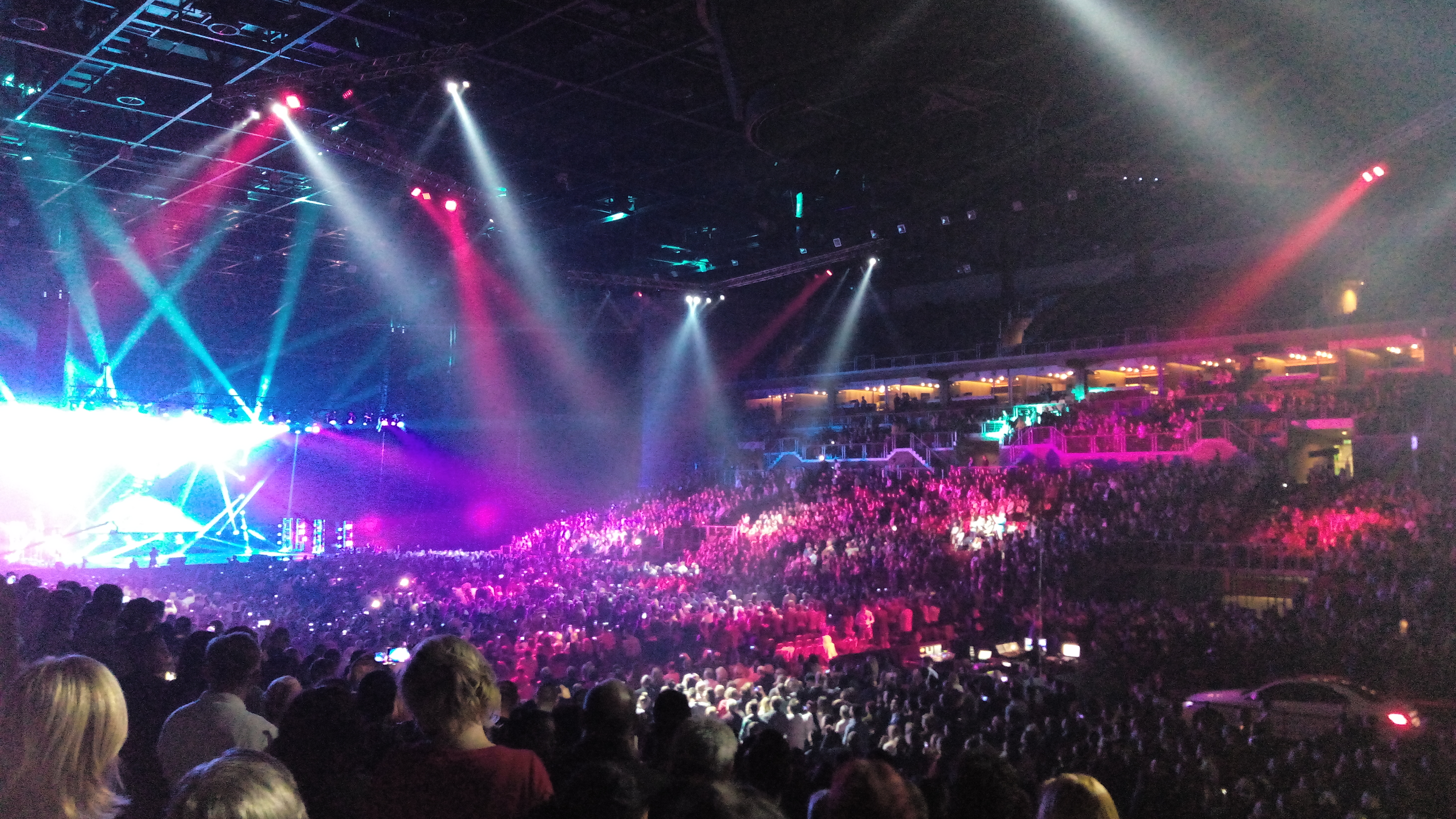
Koncert az Arénában